# Elkhart (Iowa)
Elkhart è un comune degli Stati Uniti d'America, situato nello Stato dell'Iowa, nella contea di Polk.